# Andy Polo
Andy Jorman Polo Andrade (* 29. September 1994 in Lima) ist ein peruanischer Fußballnationalspieler, der aktuell an die Portland Timbers ausgeliehen ist und bei Monarcas Morelia in Mexiko unter Vertrag steht.
Der Angreifer begann seine Karriere bei Universitario de Deportes, wo er ab 2011 zum Profikader gehörte. Am 23. April 2011 debütierte er in der Primera División Peruana, als er beim Spiel gegen Alianza Atlético in der Startaufstellung stand. Nach 58 Ligaspielen und sieben Treffern wechselte er Anfang 2013 zu Club Deportivo Universidad San Martín de Porres, wo er vier Treffer in 28 Spielen erzielte. Am 31. Januar 2014 wechselte der Peruaner zum italienischen Erstligisten Inter Mailand, wo er allerdings nur in der Nachwuchsmannschaft zum Einsatz kam. Nach nur sechs Monaten wechselte er zum kolumbianischen Verein Millonarios FC. 2015 und 2016 wurde er an seinen Heimatverein Universitario de Deportes verliehen und dann an Monarcas Morelia in Mexiko verkauft. Im Januar 2018 folgte dann eine einjährige Ausleihe in die Major League Soccer zu den Portland Timbers.
2016 debütierte er außerdem für die Peruanische Fußballnationalmannschaft, nachdem er schon vorher diverse Jugendländerspiele bestritten hatte. Er stand außerdem im Aufgebot Perus für die Fußballweltmeisterschaft 2018, bei der Peru nach zwei 0:1-Niederlagen gegen Dänemark und Frankreich und einem 2:0-Sieg gegen Australien als Dritter der Gruppe C in der Gruppenphase ausschied. Polo kam jedoch zu keinem Einsatz.

## Erfolge
Universitario de Deportes
- Copa Libertadores Sub-20-Gewinner: 2011

Portland Timbers
- Gewinner des MLS-is-Back-Turniers 2020